# 罗匹尼罗
罗匹尼罗，又称罗平尼咯，是口服治疗帕金森病和不宁腿综合征的药物。它的常见副作用包括嗜睡、呕吐、头晕，严重的副作用包括赌博成瘾、直立性低血压、出现幻觉。目前尚不明确怀孕及哺乳期时使用罗平尼咯是否安全。它是多巴胺激动剂，通过激活多巴胺受体D2产生作用。
罗平尼咯于1997年美国获批用于医疗用途。它是通用名药物。它在2020年美国是第156常用的处方药，处方数量超过300万张。